# Nissan 180SX
Nissan 180SX выпускался в кузове фастбэк, базировался на шасси S13 платформы S и продавался только в Японии (однако в некоторых странах он продавался под названием 240SX). Модель продавалась как родственная модель Nissan Silvia с 1989 по 1998 год. Silvia S13 была снята с производства в 1993 году, в то время как 180SX продолжал производиться, и компания Nissan продолжала продавать его еще довольно долго, вплоть до появления следующего поколения Silvia. 180SX отличался от Silvia S13 поднимающимися фарами головного света и кузовом типа фастбэк с поднимающейся задней дверью. Спецификации и оборудование были одинаковыми, однако двигатель CA18DET не предлагался.
Название 180SX указывало на объем используемого двигателя CA18DET — 1,8 литра. Однако в 1991 году двигатель был заменен 2-литровым, предлагалось 2 модификации: атмосферный SR20DE и турбированный SR20DET. В то время как новый двигатель располагал большим объемом, название модели "180SX" изменять не стали. Модификации кузова 180SX и родственных моделей поставлялись в Северную Америку под названием 240SX в кузове фастбэк.
Под этим названием в Европе продавалась переходная модель, основанная на Silvia S110. Данная модель представлялась не как самостоятельная модель 180SX, а как развитие модели Silvia, в то время как на шильдиках было написано «Silvia 180SX».
Другие разновидности данной модели поставлялись в Микронезию и на южные острова Тихого океана, включая LHD автомобили с шильдиками 180SX и неподнимающимися фарами.
Так же, как и японская версия 180SX, оснащенная двигателем SR20DET, европейские и южноафриканские модели, построенные на шасси S13 назывались 200SX, хотя и комплектовались двигателем CA18DET.

## Изменения в модели 180SX
180SX пережила 3 основных обновления, первое из которых было представлено в марте 1989 года, а последнее в декабре 1998 года, после чего его сняли с производства.
Первая обновленная 180SX была представлена в 2 версиях, названных TYPE 1 (стандартная) и TYPE 2 (продвинутая). Ниссановская система управления 4 колёсами HiCAS 2 была опцией только для версии TYPE 2. Все версии оснащались мотором CA18DET мощностью 175 л. с. и 5-скоростной механической или 4-скоростной автоматической коробками передач.
Второе обновление 180SX было произведено в январе 1991 года, и обладало несколькими основными отличиями от первой модели. Самым большим изменением являлся адаптированный двигатель SR20DET мощностью 205 л.с. Хотя новый двигатель был больше по объему, чем предыдущий CA18DET, номенклатура модели «180SX» осталась неизменной. Тормозные механизмы были увеличены для того, чтобы справляться с возросшей мощностью. С той же целью был установлен дифференциал повышенного трения. Передний бампер и детали интерьера также были изменены. Модель так же была разделена на две различные версии TYPE 1 и TYPE 2. Легкосплавные диски размером 15 дюймов отличались дизайном от тех, что стояли на машинах первого обновления. Ниссановская система управления четырьмя колесами была опцией на всех версиях, так же как 5-ступенчатая механическая и 4-ступенчатая автоматическая коробки передач.
Второе поколение увидело свет в январе 1992 года. Хотя во внешней и механической частях автомобиль не изменился, добавили еще один уровень комплектации и назвали его TYPE 3. В данной версии были добавлены электронный климат-контроль и CD проигрыватель.
Дополнительные изменения были произведены в 1994 году: уровней развития снова стало 2, они были названы TYPE R и TYPE X. TYPE X был самым продвинутым из них. Все остальное осталось без изменений
Последние изменения промежуточной модели были произведены в мае 1995 года: была добавлена водительская подушка безопасности, среди других важных деталей были изменены колесные диски.
Последнее изменение было произведено в августе 1996 года. Оно включало в себя измененный передний бампер, задние фонари, 15-дюймовые колёсные диски и переработанный интерьер. Важные изменения коснулись механической части автомобиля и безопасности: появилась дополнительная подушка безопасности со стороны водителя, преднатяжители ремней безопасности и некоторые изменения в проводке и блоке управления, которые немного повысили технические характеристики автомобиля. Существовало 3 версии 180SX: TYPE X, TYPE S, TYPE R. TYPE S — была первой версией 180SX и не оснащалась турбированным двигателем.
TYPE X и TYPE R оснащались двигателем мощностью 205 л.с. и механической частью, которой TYPE R не хватало. Были произведены некоторые косметические изменения на TYPE X: задний спойлер, боковые пороги и 15-дюймовые легкосплавные колёсные диски. TYPE S приводился в движение атмосферным двигателем SR20DE мощностью 140 л.с., однако версии были очень похожими в механических и внешних деталях на топовую версию TYPE X. TYPE S никогда не оснащался ниссановской системой управления 4 колёсами SUPER HICAS в отличие от турбированных моделей.
Производство TYPE X и TYPE R завершили в октябре 1997 года, тогда как TYPE S и атмосферные модели названные TYPE G продолжали выпускать вплоть до декабря 1998 года, когда все производство 180SX было свернуто.

## Дрифт
180SX — популярный автомобиль для дрифта. Он популярен у водителей всех уровней от новичков и до профессионалов высокого уровня в пределах данного вида спорта. Раньше чемпион D1 Grand Prix 2007 года — Масато Кавабата — ездил на 180SX (сейчас ездит на Nissan GT-R, а завоевал свой титул в 2007 году на Nissan Silvia) так же как и чемпион D1 Street Legal 2007 года Кадзуя Мацукава.